# Lapincs
A Lapincs (németül Lafnitz, szlovénül és vendül Lapinč) közel 114 km hosszú mellékfolyója a Rábának. A Joglland hegyvidéken ered, majd továbbfolyik a stájer Vorau és Lapincs (Lafnitz) községek mellett egészen Radafalva (Rudersdorf) községig, Stájerország és Burgenland határáig. Miután eléri Feistritz folyót, továbbhalad Burgenland déli részén, és Magyarországba belépve Szentgotthárdnál torkollik a Rábába.
Magyarországon a Lapincs számít a legrövidebb folyónak.

## Múltbeli szerepe
A Lapincs több száz éven át osztrák-magyar határfolyónak számított Vas vármegye és Stájerország között a Lapincsújtelek (Neustift a.d. Lafnitz) és Királyfalva (Königsdorf) közötti szakaszon.